# Jippo
Maillots
Dernière mise à jour : 17 décembre 2024.
Le Jippo (Joensuun Iloiset Peli-Pojat) est un club de football finlandais basé à Joensuu.

## Historique
- 1980 : fondation du club sous le nom de JiiPee
- 2001 : fusion avec le Ratanat en Jippo

## Logos

2001-2008